# Aikido Föderation Deutschland
Die Aikido Föderation Deutschland e.V. (AiFD) ist ein gemeinnütziger Fachverband für Aikidō in Deutschland mit Sitz in Hamburg.

## Sinn und Zweck
Die Aikido Föderation Deutschland wurde gegründet, um die Verbreitung des Aikidō in Deutschland auf der Grundlage der Lehre des Aikido-Begründers Morihei Ueshiba zu fördern. Damit verbunden ist die Förderung des Sports in der Form des Aikido als gewaltfreie Verteidigungskunst, die Förderung der internationalen Verständigung, der Abbau von Gewalt und Rassismus in der Gesellschaft, sowie die Verbesserung und Erhaltung der Gesundheit der Aikido-Übenden.
Diese Ziele sollen insbesondere erreicht werden durch:
- die Zusammenarbeit mit anderen Aikidoverbänden im In- und Ausland,
- die Förderung und Gründung von Aikido Schulen in Deutschland,
- die Entwicklung einer Didaktik des Aikido,
- die Aus- und Weiterbildung der Aikidolehrer,
- die Ausrichtung von international anerkannten Dan-Prüfungen,
- die Ausrichtung von nationalen und internationalen Lehrgängen.

## Verbandsgeschichte
Die Aikido Föderation Deutschland (AiFD) wurde im Jahr 1999 gegründet und ist seit 1. Mai 2013 offiziell durch den Aikikai Honbu Dōjō in Tokio/Japan als Fachverband anerkannt. Zurzeit sind etwa 800 Mitglieder und 43 Aikido Schulen (Dōjō) verteilt über das gesamte Bundesgebiet in der AiFD organisiert (Stand 2016). Dabei handelt es sich zum Großteil um Dojo der Schüler von Seishirō Endō (8. Dan) und Christian Tissier (8. Dan). Darüber hinaus gibt es auch eine Anzahl von Dojo, die sich nicht eindeutig einem Shihan zuordnen lassen.
Die Shihan (jap.: Großmeister) Endo und Tissier habe den Verband in seiner Gründung unterstützt und beraten. Sie repräsentieren die Verbindung des Verbandes zum Aikikai Hombu Dojo, der Schule des Begründers Morihei Ueshiba, mit Sitz in Tokio, Japan.

## Verbandsstruktur
Die Organe des Vereins sind die Mitgliederversammlung (MV), der Vorstand (VS), das Nationale Technische Komitee (NTK), das Prüfungssekretariat (PSek), das Dankollegium (DK) sowie der Mediator.

### Mitgliederversammlung (MV)
Die MV tagt einmal im Jahr. Hier werden alle relevanten Themen des Verbandes besprochen.

### Vorstand (VS)
Der VS wird von der MV für die Dauer von vier Jahren gewählt. Er vertritt den Verein gerichtlich und außergerichtlich im Sinne von  26 Abs. II BGB.

### Nationales technisches Kollegium (NTK)
Das NTK besteht aus 4–6 Personen, die mindestens mit dem 5. Dan graduiert sind. Das NTK wird vom Dan-Kollegium für eine Amtszeit von vier Jahren gewählt und ist zuständig für die Prüfungskriterien und die Aus- und Weiterbildung von Prüfern und Lehrern.

### Prüfungssekretariat (PSek)
Das PSek besteht aus drei bis fünf Mitgliedern, die mindestens mit dem 3. Dan graduiert sind. Die Mitglieder werden vom Dan-Kollegium für eine Amtszeit von vier Jahren gewählt und ist zuständig für die Ausrichtung der Prüfungen bis zum 4. Dan, die Vergabe von Prüferlizenzen sowie die Evaluierung von Fremdgraduierungen.

### Dankollegium (DK)
Das DK ist das Gremium der in Prüfung und Lehre verantwortlichen Aikido Lehrer des Verbandes, die mindestens über den 4. Dan Aikido verfügen. Aus den Reihen des DK werden die Mitglieder des NTK gewählt.

### Mediator
Der Mediator wird für eine Amtszeit von vier Jahren gewählt und soll im Konfliktfall zwischen den Parteien vermitteln.

## Prüfungen
Das Graduierungssystem der Aikido Föderation Deutschland ist in Kyū-Grade (japanisch Mudansha) und Dan-Grade (japanisch Yudansha) unterteilt. 
Die erste Graduierung und damit der Einstieg in das Graduierungssystem ist der 5. Kyu. Die einzelnen Kyu-Grade werden nicht durch farbige Gürtel gekennzeichnet. Ab dem 2. Kyu darf jedoch der Hakama (traditioneller japanischer Hosenrock) mit weißem Gürtel getragen werden.
Der erste Dan berechtigt dann zum Tragen eines schwarzen Gürtels zusammen mit dem Hakama.
Die Kyu-Prüfungen werden durch den jeweiligen Lehrer im Rahmen des eigenen Dojos abgenommen. Voraussetzung hierfür ist eine entsprechende Prüfungslizenz. Dan-Prüfungen vom 1. bis zum 4. Dan erfolgen überregional vor einer dreiköpfigen Prüfungsjury im Rahmen eines Prüfungslehrgangs.
Die Prüfungsberechtigung für Kyu- bzw. Dan-Prüfungen ist durch die Prüferlizenzordnung geregelt. Als Grundlage sowohl für die Kyu-, als auch für die Dan-Prüfungen gilt die Prüfungsordnung der Aikido Föderation.
Alle innerhalb der Aikido Föderation erworbenen Dan-Graduierungen werden automatisch durch den Aikikai Tokio anerkannt.